# Andreas Mikkelsen
Andreas Mikkelsen (Oslo, Noruega; 22 de juny de 1989) és un pilot de ral·li noruec que ha participat al Campionat Mundial de Ral·lis i al Intercontinental Rally Challenge, guanyant el títol del 2010 i el 2011. També és campió del WRC 2 dels anys 2021 i 2023, així com del Campionat d'Europa de Ral·lis del 2021.

## Trajectòria

### Ford (2006-2010)
Mikkelsen realitza les seves primeres passes en ral·lis a partir del 2006 a la Gran Bretanya. Aquell mateix any fa la seva primera participació al Campionat Mundial de Ral·lis al Ral·li de la Gran Bretanya amb un Ford Focus RS WRC'04 del equip M-Sport.
L'any 2008 guanya el Campionat de Noruega de Ral·lis del Grup N. En aquell campionat, durant el Ral·li Larvik, atropellà mortalment una nena de 10 anys, portant des d'aleshores sempre el seu nom, Elise, al casc.

### Škoda (2011-2012)
L'any 2011 se centra en les proves del Intercontinental Rally Challenge amb un Škoda Fabia S2000 del equip Škoda UK Motorsport, aconseguint el títol amb tan sols un punt més que el segon classificat, Jan Kopecký. L'any següent revalidaria de nou el títol esdevenint l'únic pilot amb dos títols d'aquest campionat que, precisament al 2012, va realitzar-se per última vegada.

### Volkswagen (2013-2016)
A partir de la temporada 2013 Mikkelsen es converteix en pilot oficial de Volkswagen pel Campionat Mundial de Ral·lis amb un Volkswagen Polo R WRC. Aconsegueix finalitzar tercer del Mundial als anys 2014, 2015 i 2016, guanyant el Ral·li de Catalunya del 2015, el Ral·li de Polònia del 2016 i el Ral·li d'Austràlia del 2016.
La retirada del equip Volkswagen a final de temporada 2016 deixa a Mikkelsen sense equip pel 2017.

### Škoda, Citroën i Hyundai (2017)
A principis de 2017, Mikkelsen participa a tres proves del WRC 2 amb un Škoda Fabia R5 oficial, posteriorment s'incorpora al Citroën World Rally Team a mitjans de 2017 amb un Citroën C3 WRC on disputa tres ral·lis, aconseguint podi al Ral·li d'Alemanya. Finalment, a finals d'any, signa per l'equip oficial Hyundai per la següent temporada, però abans ja disputa alguns ral·lis del 2017.

### Hyundai (2018-2019)
Les dos temporades de Mikkelsen al equip Hyundai són força irregulars, malgrat que assoleix diversos podis. La temporada 2018 acaba sisè de la general i la 2019 quart.
Incapaç de trobar un nou equip del Campionat Mundial, l'any 2020, Mikkelsen solament participa al WRC 2 de forma privada al Ral·li de Monza,

### Toksport (2021-2022)
De cara a la temporada 2021, Mikkelsen s'uneix al equip Toksport WRT per realitzar de forma conjunta el WRC 2 i el Campionat d'Europa de Ral·lis, alçant-se amb el títol en ambdós certamens, únic pilot que fins aleshores havia aconseguit guanyar els dos títols al mateix any. El cotxe utilitzat és un Škoda Fabia Rally2 evo.
De cara a la temporada 2022 no pot reeditar el títol del WRC 2, finalitzant el campionat en segona posició per darrere del seu company d'equip Emil Lindholm. No obstant, a la temporada següent, la 2023, si que aconsegueix el seu segon títol del WRC 2, aconseguint quatre victòries dins de la categoria.

## Victòries al WRC
| # | Ral·li                                   | Any  | Copilot      | Vehicle               |
| - | ---------------------------------------- | ---- | ------------ | --------------------- |
| 1 | 51è Rally RACC Catalunya – Costa Daurada | 2015 | Ola Fløene   | Volkswagen Polo R WRC |
| 2 | 73rd Rally Poland                        | 2016 | Anders Jæger | Volkswagen Polo R WRC |
| 3 | 25th Rally Australia                     | 2016 | Anders Jæger | Volkswagen Polo R WRC |

## Palmarès
- WRC2: 2021 i 2023
- Campionat d'Europa: 2021
- IRC: 2010 i 2011